# フアタケー駅
フアタケー駅（フアタケーえき、タイ語:สถานีรถไฟหัวตะเข้）は、タイ王国の首都バンコク都ラートクラバン区にある、タイ国有鉄道東本線の駅である。
当駅からラートクラバン内陸コンテナデポ駅（タイ語:สถานีบรรจุและแยกสินค้ากล่อง ลาดกระบัง）への貨物線が分岐する（但し、実際の分岐点は西隣のプラチョムクラオ駅付近に位置する）。
旅客列車は、フワランポーン駅とチャチューンサオ駅方面との間の直通列車が1日上下各10 - 12本程度当駅に停車していた。2010年からは、エアポート・レール・リンクの開業に伴い、同線に接続するラートクラバン駅 - 当駅間の通勤用区間列車も朝夕各2往復運転されている。

## コンテナ貨物
ラートクラバン内陸コンテナデポ（ICD）は、輸出入コンテナ貨物取扱いのバンコク港からの移転を促進し、バンコク港のあるクローントゥーイ区の交通渋滞を緩和する目的で、ラートクラバン工業団地内にタイ国鉄により建設されたもので、1996年4月から供用が開始された。ラートクラバン内陸コンテナデポ駅からは、当駅を介し東線・サッタヒープ支線経由でレムチャバン港（バンコク南東約130km）との間で一日あたり10往復前後のコンテナ貨物列車が運行されているほか、東線・南本線を経由してマレー鉄道へ直通し、クアラルンプール近郊のクラン港との間を結ぶ国際コンテナ列車も運行されている。
これらの輸送力増強を図るため、東本線のフアマーク駅からチャチューンサオ駅までの区間は、1994年から2004年にかけての改良工事で三線化されており、引き続きチャチューンサオ駅 - レムチャバン港間の複線化も進められ、完成した。

## 歴史
1908年1月24日、当駅付近を含むタイ国鉄東本線第1期区間クルンテープ駅（バンコク） - チャチューンサオ間が開通。
- 1908年1月24日 【開業】クルンテープ駅 - チャチューンサオ駅 (60.99km)

## 駅構造

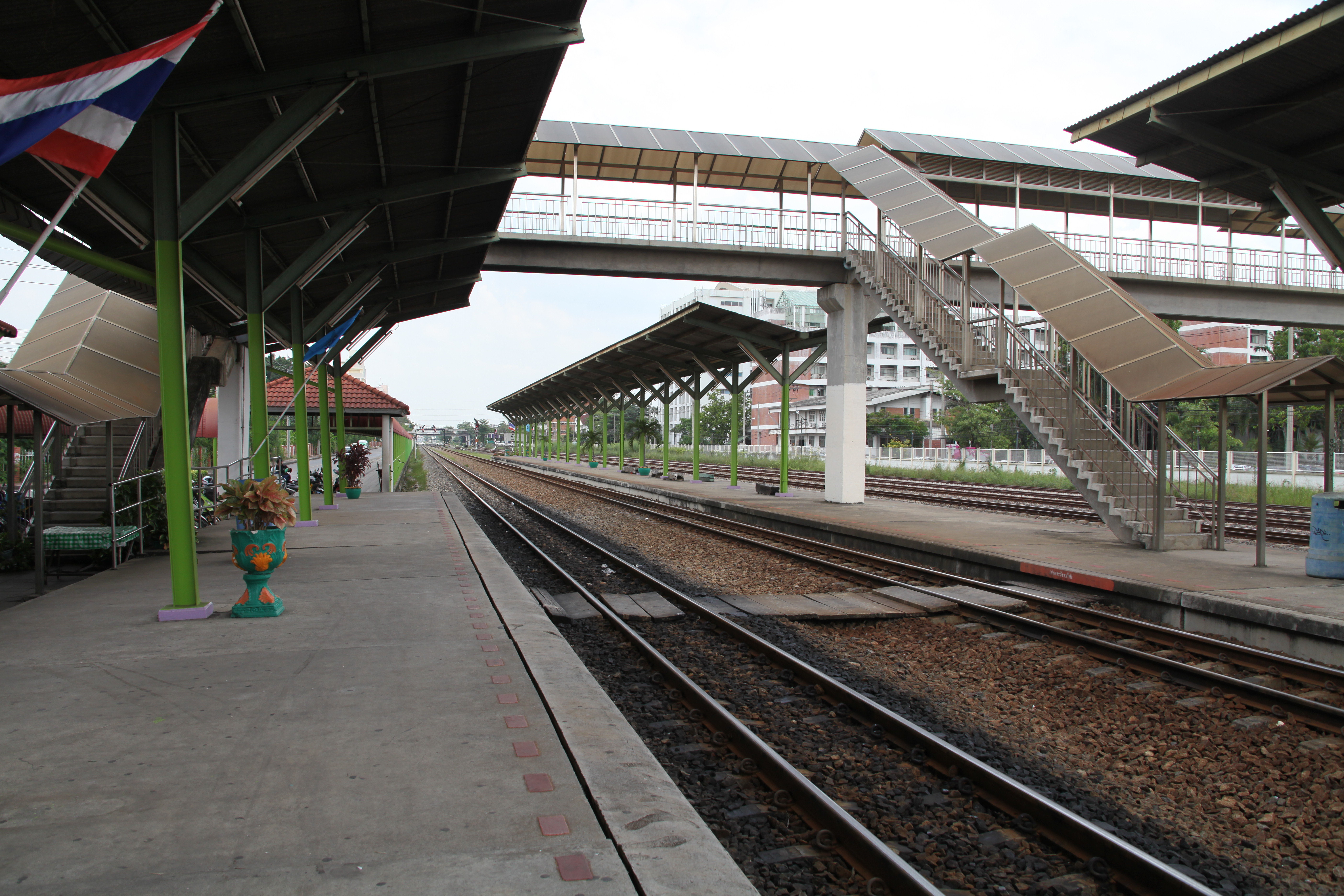
フアタケー駅構内

単式及び島式1面の複合型ホーム2面3線をもつ地上駅であり、駅舎はホームに面している。

## 駅周辺
- モンクット王工科大学ラートクラバン校 (200m)